# Echo (miniserie televisiva)
Echo è una miniserie televisiva statunitense ideata da Marion Dayre per Disney+ e Hulu, basata sull'omonimo personaggio di Marvel Comics.
La serie è ambientata nel Marvel Cinematic Universe (MCU), in continuità con i film del franchise, e si svolge dopo gli eventi della miniserie Hawkeye (2021). È la prima serie ad essere marchiata "Marvel Spotlight".

## Trama
La serie affronta la storia delle origini di Maya Lopez / Echo, la cui vita criminale a New York si ripresenta nella sua città natale. Per sopravvivere, deve affrontare il suo passato, riconnettersi con le sue radici native americane e abbracciare il significato di famiglia e di comunità.

## Puntate
| nº | Titolo | Pubblicazione  |
| -- | ------ | -------------- |
| 1  | Chafa  | 9 gennaio 2024 |
| 2  | Lowak  | 9 gennaio 2024 |
| 3  | Tuklo  | 9 gennaio 2024 |
| 4  | Taloa  | 9 gennaio 2024 |
| 5  | Maya   | 9 gennaio 2024 |

### Chafa
- Diretto da: Sydney Freeland
- Scritto da: Marion Dayre, Josh Feldman, Steven Judd, Ken Kristensen

Trama
Un flashback rivela le origini del popolo Choctaw, con la prima Choctaw, Chafa, che ottiene misteriosi poteri in una caverna a Nanih Waiya.
Nel 2007, dopo aver perso una gamba e la madre in un incidente stradale, Maya Lopez si trasferisce a New York con suo padre William, dopo esser stati cacciati da Chula, la nonna materna di Maya. William assume la posizione di comandante della Mafia in Tuta, lavorando per Wilson Fisk, che diventa lo zio adottivo di Maya. Anni dopo nel 2023, Maya assiste all'assalto di Clint Barton alla Mafia in Tuta e all'uccisione di William. Fisk fa in modo che Maya lavori per lui promettendo di trovare l'assassino di William, scontrandosi anche con il vigilante Daredevil. Qualche tempo dopo, Maya incontra di nuovo Barton, il quale rivela che Fisk è stato colui che ha organizzato la morte di William. Maya alla fine vendica suo padre sparando a Fisk negli occhi. Cinque mesi dopo, Maya torna nella sua città natale, Tamaha, Oklahoma, e incontra suo zio, Henry. Maya chiede a Henry di aiutarla a smantellare le operazioni di Fisk in modo che possa prendere il controllo del suo impero, ma Henry si rifiuta di aiutarla. Altrove, Fisk si riprende dall'infortunio in ospedale.

### Lowak
- Diretto da: Sydney Freeland
- Scritto da: Marion Dayre, Josh Feldman, Steven Judd

Trama
Nel 1200, in un accampamento Choctaw, si sta svolgendo una partita tra due squadre, con in palio il diritto a rimanere in quella terra. La squadra di Lowak è in vantaggio quando per l'altra squadra scende in campo un giocatore molto dotato. Per vincere Lowak ricorre alla forza degli antenati, che le appaiono in una visione.
Nel presente, con l'aiuto di suo cugino Biscuits, Maya assalta un treno merci, riuscendo ad entrare in uno dei container trasportati. Una volta dentro, apre una cassa di munizioni e piazza una bomba. Mentre sta fuggendo, la protesi di Maya rimane incastrata tra due carri merci. Maya non riesce a liberarsi, quando le appaiono in una visione gli antenati e trova la forza per farlo. La mattina seguente il treno arriva a New York. Quando gli uomini di Fisk aprono la cassa delle munizioni, si innesca la bomba che fa saltare in aria l'armeria del boss. Appresa la notizia, Henry capisce che è stata Maya e chiede di vederla.
Maya chiede una nuova protesi a Skully, l'ex compagno di sua nonna. Biscuits si reca all'officina per riparare i danni riportati dal pick-up usato per assaltare il treno merci. In una conversazione con Bonnie, la cugina di Maya, si lascia sfuggire che Maya è in città. Maya e Henry si incontrano, lei afferma che ha tutto sotto controllo e gli chiede se sarà dalla sua parte o da quella di Fisk, non ricevendo risposta.

### Tuklo
- Diretto da: Catriona McKenzie
- Scritto da: Marion Dayre, Ken Kristensen, Jason Gavin

Trama
In un flashback alla fine del 1800, Tuklo si esercita a sparare con suo padre, uno dei Lighthorsemen. Nonostante voglia essere una Lighthorseman, suo padre lo proibisce perché è una donna. Il padre di Tuklo esce per affrontare alcuni criminali locali mentre Tuklo si intreccia i capelli come un guerriero Choctaw.  Riceve una visione di Chafa e Lowak e le sue mani iniziano a brillare. I criminali tendono un'imboscata al padre di Tuklo, ma lei sente l'attacco e arriva in tempo per salvare lui e il suo gruppo.
Nel presente, Skully riceve la visita di Chula, e la incoraggia a contattare Maya. Maya riceve un'improvvisa visione di Chafa, Lowak e Tuklo e viene catturata dal dipendente di Henry, Vickie.  Si scopre che Vickie è fedele a Fisk, avendo informato l'organizzazione della posizione di Maya. Tiene in ostaggio sia Maya che Henry nella sala da bowling dell'uomo e cattura Bonnie dopo che si è presentata a visitare lo zio. Il capo degli uomoni di Fisk, Zane, arriva per Maya, tradisce e uccide Vickie.  Dopo un confronto con Bonnie per la sua assenza, Maya fugge e attacca gli agenti di Zane. Zane minaccia Bonnie e Henry costringendo Maya ad arrendersi. Dopo aver ricevuto una telefonata, Zane e i suoi uomini se ne vanno. Maya manda via Bonnie, promettendole di riconciliarsi con lei più tardi. Henry svela a Maya che Fisk è ancora vivo e promette di aiutarla. Skully dà a Maya una nuova protesi. Decisa a lasciare la città, Maya torna a casa e qui trova Fisk.

### Taloa
- Diretto da: Catriona McKenzie
- Scritto da: Ken Kristensen, Josh Feldman, Chantelle Wells

Trama
Nel 2008, una giovane Maya viene derisa da un gelataio, che non riesce a capire la sua richiesta di gelato perché non sa che è sorda. Fisk, che ha visto la scena, reagisce attaccando brutalmente il venditore di gelati. Sebbene Maya sia testimone di ciò, prende a calci il venditore di gelati come vendetta per la sua crudeltà. Diversi anni dopo, Maya sta per iniziare a lavorare per Fisk quando questi le offre un'ultima lezione: possono solo fidarsi l'uno dell'altro. Mentre finiscono la cena condivisa, l’interprete di Fisk viene licenziata e presto uccisa.
Fisk regala a Maya una lente a contatto per la realtà aumentata in modo che possano comunicare senza un interprete ASL. Fisk le dice che le darà il suo impero criminale se lei accetta di tornare con lui a New York, dandole un giorno per decidere. Maya ne parla con Henry, ma riceve una visione improvvisa dei suoi antenati; nell'area del festival Choctaw Powwow, Chula riceve la stessa visione. Henry porta Maya a vedere Chula, che le dice che i loro antenati li aiutano quando ne hanno più bisogno, raccontando una visione che ha ricevuto quando ha dato alla luce la madre di Maya. Maya se ne va arrabbiata, sentendosi abbandonata da Chula sin da quando era una bambina. Chula in seguito inizia a lavorare su un indumento speciale. Quella notte, Maya va all'hotel di Fisk con l'intenzione di ucciderlo. Fisk rivela che ha ucciso suo padre dopo averlo visto picchiare sua madre e dice a Maya di mantenere la sua minaccia se questo è ciò di cui ha bisogno, ma lei lo rifiuta. Ripete il suo invito a raggiungerla a New York, ma è infuriato nello scoprire la mattina dopo che Maya ha lasciato Tamaha senza di lui.

### Maya
- Diretto da: Sydney Freeland
- Scritto da: Amy Rardin, Steven Judd, Ellen Morton

Trama
In un flashback della sua infanzia, Maya colpisce un picchio con una fionda. Sua madre Taloa rimprovera Maya per aver ferito una vita innocente e, con le sue mani luminose, guarisce il picchio. Successivamente, le due lo rilasciano nuovamente in libertà.
Biscuits invia un messaggio a Maya dicendole che Chula e Bonnie sono scomparse e lei torna a Tamaha. Visita rapidamente la casa di Chula e viene accolta da una visione di sua madre, Taloa. Questa le dice che lei è l'incarnazione dell'eredità del loro popolo e che questa eredità risuonerà attraverso le sue azioni. La visione termina, rivelando l'abito finito di Chula. Al Choctaw Powwow Festival, Maya individua Fisk, che ha rapito Chula e Bonnie, e minaccia di uccidere tutta la sua famiglia per averlo tradito. Gli uomini di Fisk sono attaccati da Biscuits con un monster truck, mentre Henry uccide Zane. Maya condivide i suoi poteri Choctaw con Chula e Bonnie, che sconfiggono gli uomini di Fisk. Usando i suoi poteri, Maya porta Fisk alla memoria di suo padre che picchiava sua madre, nel tentativo di curare il suo trauma e aiutarlo a lasciar andare la sua rabbia. Ritornando alla realtà, Fisk indignato chiede di sapere cosa gli ha fatto e lascia il festival prima dell'arrivo della polizia. Il giorno successivo, Maya saluta la sua famiglia prima di lasciare Tamaha. 
In una scena a metà dei titoli di coda, Fisk è sul suo aereo e guarda con interesse una notizia sulla mancanza di favoriti nelle elezioni come sindaco di New York.

## Personaggi e interpreti
- Maya Lopez / Echo, interpretata da Alaqua Cox: ragazza di origini Choctaw. Nata sorda, ha una protesi alla gamba destra dopo un incidente in auto nel quale la madre è morta. Sin da piccola si è sempre allenata a combattere. È stata a capo della Mafia in Tuta e ora vuole scatenare una guerra contro Kingpin.
- Henry Lopez, interpretato da Chaske Spencer: zio di Maya e fratello di William, possiede una pista di pattinaggio e lavora per Kingpin nell'Oklahoma, gestisce il carico dei treni che arrivano a New York. Ha paura di Fisk e all'inizio non sa se schierarsi o no con Maya nella sua guerra.
- Chula, interpretata da Tantoo Cardinal: la nonna di Maya, che l'ha allontanata da piccola insieme a suo padre.
- Matt Murdock / Daredevil, interpretato da Charlie Cox: avvocato e vigilante non vedente ma con gli altri sensi incredibilmente sviluppati, tanto da permettergli di interagire facilmente con l'ambiente circostante.
- Bonnie, interpretata da Devery Jacobs: la migliore amica d'infanzia di Maya nonché sua cugina. È una persona resiliente e determinata.
- William Lopez, interpretato da Zahn McClarnon: il defunto padre di Maya. Anche lui è stato a capo della Mafia in Tuta.
- Biscuits, interpretato da Cody Lightning: cugino di Maya, la segue nelle sue imprese con riluttanza ma senza mai tirarsi indietro. Parla molto e a volte è distratto.
- Skully, interpretato da Graham Greene: una figura simile a un nonno per Maya, proprietario del banco dei pegni della città. A differenza degli altri membri della famiglia di Maya, è più disposto a riconciliarsi con lei.
- Wilson Fisk / Kingpin, interpretato da Vincent D'Onofrio: Signore del crimine di New York, zio adottivo di Maya Lopez. Ha un occhio danneggiato a causa di una pallottola sparatagli da Maya.

Inoltre, Katarina Ziervogel interpreta Taloa, la madre di Maya. Julia Jones, Morningstar Angeline e Dannie McCallum interpretano le antenate di Maya, Chafa, Lowak e Tuklo. Chafa fu la prima Choctaw a salvare la sua tribù da un crollo, Lowak era una donna della tribù Choctaw nel 1200, che gareggiò per conservare la sua terra, e Tuklo fu la prima donna dei Lighthorseman. Andrew Howard, che in precedenza aveva interpretato Luther Banks in Agents of S.H.I.E.L.D. , ricopre il ruolo di Zane, uno dei leader del cartello dei coltelli neri che è fedele a Fisk. Jeremy Renner appare nei panni di Clint Barton / Ronin nel primo episodio attraverso filmati d'archivio di Hawkeye, mentre Richie Palmer, Sr. e ML Gemmill danno rispettivamente la voce ai genitori di Fisk, Bill e Marlene Fisk, nell'episodio finale, sostituendo Domenick Lombardozzi e Angela Reed, che hanno interpretato i personaggi nella serie tv Daredevil (2015-2018).

## Produzione

### Sviluppo
Nel marzo del 2021, viene riferito che Marvel Studios aveva intenzione di sviluppare uno spinoff di Hawkeye incentrato sul personaggio di Echo. Il 12 novembre 2021, durante il Disney+ Day, viene annunciata ufficialmente la serie Echo, ideata da Marion Dayre.
Il 17 maggio 2022, Marvel annuncia che la serie sarebbe stata diretta dai registi Sydney Freeland e Catriona McKenzie.
Il 4 novembre 2023, viene annunciato che Echo sarà la prima serie a essere pubblicata sotto il nuovo banner Marvel Spotlight, basato sull'omonima serie a fumetti. La serie sarà anche il primo progetto dei Marvel Studios ad avere un rating TV-MA, cioè indirizzato a un pubblico maturo.

### Casting
Il giorno dell'annuncio, è stato anche confermato che Alaqua Cox avrebbe ripreso il ruolo di Maya Lopez. 
Nell'aprile del 2022, viene riferito che Vincent D'Onofrio e Charlie Cox avrebbero ripreso rispettivamente i ruoli di Kingpin e Daredevil in un progetto prioritario dello studio. Alla fine dello stesso mese, Devery Jacobs è entrata a far parte del cast. Il mese successivo, si sono uniti al cast Chaske Spencer, Tantoo Cardinal, Cody Lightning, Graham Greene e Zahn McClarnon che riprende il ruolo del padre di Echo.

### Lavorazione
Le riprese principali della serie sono iniziate il 21 aprile 2022 nei pressi di Atlanta, in Georgia. Il 26 agosto 2022, le riprese sono ufficialmente terminate.

## Distribuzione
Il 10 settembre 2022, durante il D23 Expo, i membri del cast hanno presentato in anteprima delle immagini esclusive della serie.
Il 3 novembre 2023, è stato pubblicato il primo teaser della serie TV.
La serie è stata pubblicata interamente su Disney+ il 9 gennaio 2024. Negli Stati Uniti è stata resa disponibile anche su Hulu.